# 赫倫河 (赫倫-塔尚河支流)
赫倫河（羅馬化：Hrun）是烏克蘭的河流，屬於赫倫-塔尚河的左支流，發源自亞謝諾韋，流經蘇梅州和波爾塔瓦州，河道全長59公里，流域面積995平方公里。